# Rocon (Ortsteil)
Rocon ist ein Ortsteil der osttimoresischen Stadt Maliana im Suco Odomau (Verwaltungsamt Maliana, Gemeinde Bobonaro). Er liegt im Süden der Gemeindehauptstadt, auf einer Meereshöhe von 284 m und bildet als Aldeia Rocon eine Enklave im Suco Holsa.

## Geschichte
Am 9. September 1999 wurden während der Unruhen im Umfeld des Unabhängigkeitsreferendums in Osttimor die Unabhängigkeitsbefürworter Francisco Teresão und Lemos Guterres von indonesischen Soldaten und pro-indonesischen Milizionären in Rocon ermordet.